# Saperavi

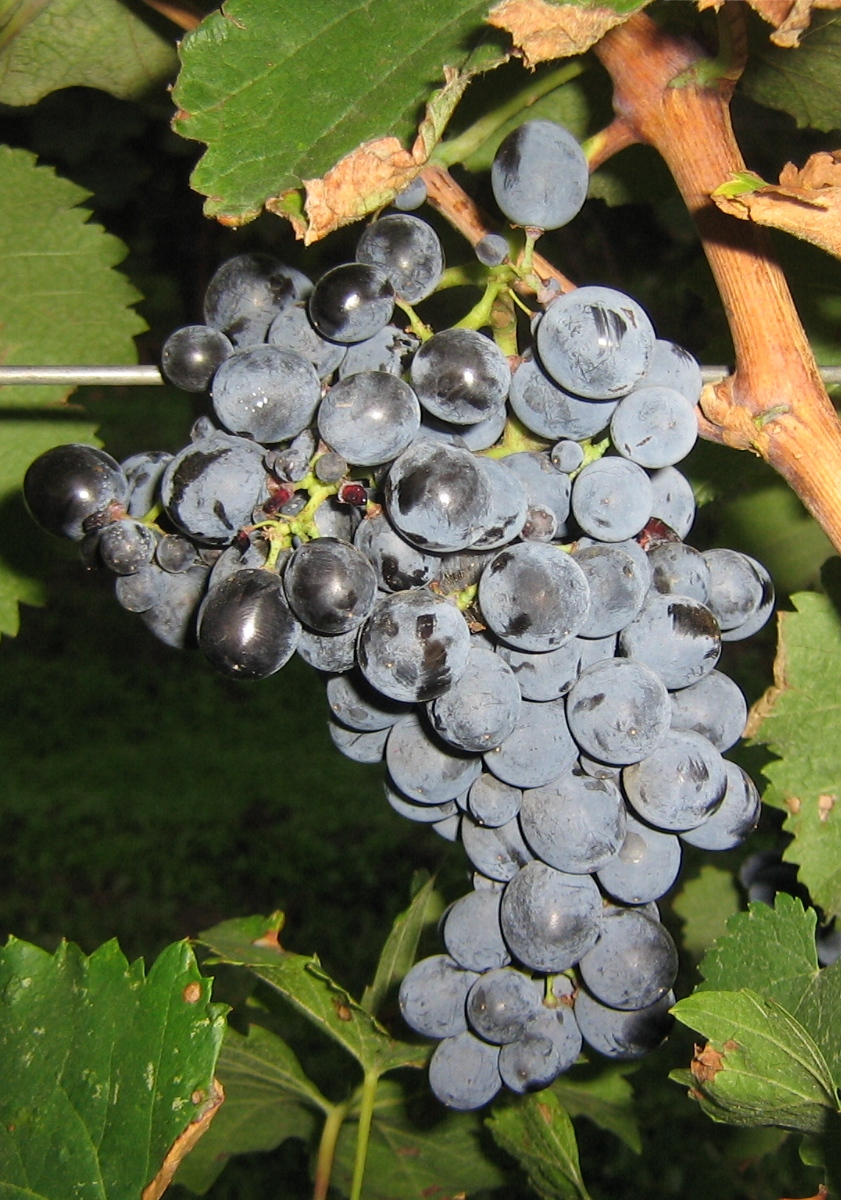

Saperavi (georgiska: საფერავი) är en blå vindruva som härstammar från Kachetien i Georgien. Som för de flesta druvor finns det många synonymer. Idag är Saperavi utspridd över stora delar av Georgien, däribland provinserna Imeretien och Gurien. Namnet betyder "att färga" eller "färgämne" och det är en druva av teinturier-typ. Saperavi finns i minst 17 olika varieteter som skiljer sig något i utseende och egenskaper. Saperavi är den dominerande röda druvan i den georgiska vintillverkningen. År 2020 upptog druvan 10 % av den totala planterade arealen i Georgien vilket innebar 7408 hektar. I det viktigaste vindistriktet, Kachetien, upptog Saperavi ca 40 %. Saperavi ger ca. 8 ton druvor/hektar ett normalår.
Druvan har en kraftig färg i skalet och även i fruktköttet, vilket ger ett djuprött, nästan svart vin även vid blandning med 30 % vita druvor. Vissa tillverkare marknadsför sitt Saperavi som "svart vin" snarare än rött. Denna druva brukar ofta förekomma ensam för att låta dess säregna och eftertraktade smaker tala för sig själva. Bland aromerna kan man urskilja tydliga gemensamma toner av röda bär, plommon och lakrits, men ofta med spännande bakgrundssmaker och -dofter som exempelvis rödbeta, majs och gräddkola. Druvan ger kraftfulla viner med hög fruktighet och syra, vilket ger goda förutsättningar för lagring i upp till fem år. Särskilt väl framträder druvans inneboende karaktär vid ekologisk odling och vinifikation på georgiska lerkärl, så kallade kvevri. Även europeisk metod används och druvan kan användas till torra viner och lagras på ekfat. Mukuzani PDO är berömt för ekfatslagrad torr Saperavi och det anses som ett av Georgiens bästa viner, och det är därmed ett av de dyraste. Mukuzani PDO omfattar bara 246 hektar. (PDO betyder skyddad ursprungsmärkning motsvarande det franska AOC).
Druvan mognar sent och är tålig mot såväl frost som sjukdomsangrepp. Viss odling förekommer också i andra länder än Georgien bl.a. i Moldavien och Ukraina. I synnerhet i Moldavien ger Saperavi ett mycket gott resultat och ingår bl.a. i blandningen Negru du Purcari.
Saperavi budeshuri är en varietet vars namn betyder "med avlånga bär" och den skiljer sig från vanlig Saperavi i det att den är anpassad till något kallare läge. Den blir inte riktigt bra i den hetta som vanlig Saperavi gillar.
Det finns ytterligare några georgiska varieteter och det finns fem kloner som tagits fram i Frankrike, Italien och Australien.